# Oberonia plumea
Oberonia plumea är en orkidéart som beskrevs av Johannes Jacobus Smith. Oberonia plumea ingår i släktet Oberonia och familjen orkidéer. Inga underarter finns listade i Catalogue of Life.